# Elezioni comunali nel Lazio del 1997
Le elezioni comunali nel Lazio del 1997 si tennero il 27 aprile (con ballottaggio l'11 maggio) e il 16 novembre (con ballottaggio il 30 novembre). 

## Elezioni dell'aprile 1997

### Roma

#### Anzio
| Candidati e Liste                  | Voti   | %     | Seggi |
| ---------------------------------- | ------ | ----- | ----- |
| Renzo Mastracci                    | 11.133 | 45,47 | -     |
| Partito Democratico della Sinistra | 3.387  | 14,71 | 6     |
| Partito Popolare Italiano          | 3.327  | 14,45 | 6     |
| Rifondazione Comunista             | 1.092  | 4,74  | 2     |
| Lista Civica                       | 887    | 3,85  | 1     |
| Socialisti Italiani                | 677    | 2,94  | 1     |
| Socialdemocrazia                   | 599    | 2,60  | 1     |
| Rinnovamento Italiano              | 544    | 2,36  | 1     |
| Federazione dei Verdi              | 421    | 1,83  | -     |
| Stefano Bertollini                 | 9.630  | 39,33 | 1     |
| Alleanza Nazionale                 | 4.669  | 20,28 | 5     |
| Forza Italia                       | 2.442  | 10,61 | 3     |
| Centro Cristiano Democratico       | 1.321  | 5,74  | 1     |
| Cristiani Democratici Uniti        | 1.157  | 5,03  | 1     |
| Piero Marigliani                   | 2.036  | 8,31  | 1     |
| Forza Anzio                        | 1.184  | 5,14  | -     |
| Patrizio Placidi                   | 707    | 2,89  | -     |
| Partito Socialista                 | 427    | 1,85  | -     |
| Insieme per Cambiare               | 245    | 1,06  | -     |
| Cesare Puccillo                    | 1.489  | 5,95  | -     |
| Cittadini per Anzio                | 421    | 1,83  | -     |
| Ettore De Franchi                  | 356    | 1,45  | -     |
| Movimento Sociale Fiamma Tricolore | 223    | 0,97  | -     |
| Totale alle liste                  | 23.023 | 100   | 28    |
| TOTALE                             | 24.486 | 100   | 30    |

#### Cerveteri
| Candidati e Liste                        | Voti   | %     | Seggi |
| ---------------------------------------- | ------ | ----- | ----- |
| Stefano Cetica                           | 5.233  | 33,90 | -     |
| Alleanza Nazionale                       | 1.905  | 13,90 | 5     |
| Forza Italia-Cristiani Democratici Uniti | 1.614  | 11,78 | 4     |
| Centro Cristiano Democratico             | 861    | 6,28  | 2     |
| Lista civica di centro-destra            | 403    | 2,94  | 1     |
| Lamberto Ramazzotti                      | 5.126  | 33,21 | 1     |
| Con Noi per Cambiare                     | 1.547  | 11,29 | 1     |
| Lista Civica                             | 1.329  | 9,70  | 1     |
| Lista Civica                             | 862    | 6,29  | 1     |
| Lista Civica                             | 392    | 2,86  | -     |
| Lista Civica                             | 148    | 1,08  | -     |
| Mario Cennerilli                         | 4.423  | 28,65 | 1     |
| Partito Democratico della Sinistra       | 2.295  | 16,75 | 2     |
| Partito Popolare Italiano                | 835    | 6,09  | 1     |
| Rifondazione Comunista                   | 467    | 3,41  | -     |
| Lista civica di centro-sinistra          | 248    | 1,81  | -     |
| Federazione dei Verdi                    | 246    | 1,80  | -     |
| Giovanni Mundula                         | 654    | 4,24  | -     |
| Rinnovamento                             | 550    | 4,01  | -     |
| Totale alle liste                        | 13.702 | 100   | 18    |
| TOTALE                                   | 15.436 | 100   | 20    |

#### Colleferro
| Candidati e Liste                        | Voti   | %     | Seggi |
| ---------------------------------------- | ------ | ----- | ----- |
| Silvano Moffa                            | 9.904  | 66,49 | -     |
| Alleanza Nazionale                       | 3.073  | 23,57 | 5     |
| Forza Italia-Cristiani Democratici Uniti | 2.691  | 20,64 | 5     |
| Aria Nuova                               | 1.804  | 13,84 | 3     |
| Patto Segni                              | 390    | 2,99  | 2     |
| Carlo De Marco                           | 4.258  | 28,59 | 1     |
| Partito Democratico della Sinistra       | 1.480  | 11,35 | 2     |
| Rifondazione Comunista                   | 1.034  | 7,93  | 1     |
| Partito Popolare Italiano                | 639    | 4,90  | 1     |
| Lista civica di centro-sinistra          | 628    | 4,82  | -     |
| Lista civica di centro-sinistra          | 426    | 3,27  | -     |
| Emilio Magistretti                       | 633    | 4,25  | 1     |
| Centro Cristiano Democratico             | 759    | 5,82  | -     |
| Amedeo Renzulli                          | 100    | 0,67  | -     |
| Movimento Sociale Fiamma Tricolore       | 112    | 0,86  | -     |
| Totale alle liste                        | 13.036 | 100   | 18    |
| TOTALE                                   | 14.895 | 100   | 20    |

#### Genzano di Roma
| Candidati e Liste                                                     | Voti   | %     | Seggi |
| --------------------------------------------------------------------- | ------ | ----- | ----- |
| Giancarlo Pesoli                                                      | 7.878  | 54,88 | -     |
| Partito Democratico della Sinistra                                    | 5.381  | 39,86 | 9     |
| Partito Popolare Italiano                                             | 1.158  | 8,58  | 2     |
| Unione dei Democratici                                                | 1.071  | 7,93  | 1     |
| Roberto Borri                                                         | 2.952  | 20,57 | 1     |
| Rifondazione Comunista                                                | 2.563  | 18,99 | 3     |
| Flavio Alessandro Napoleoni                                           | 2.902  | 20,22 | 1     |
| Forza Italia-Cristiani Democratici Uniti-Centro Cristiano Democratico | 1.435  | 10,62 | 2     |
| Alleanza Nazionale                                                    | 1.305  | 9,67  | 1     |
| Patrizia Mancini                                                      | 622    | 4,33  | -     |
| Genzano Domani                                                        | 587    | 4,35  | -     |
| Totale alle liste                                                     | 13.500 | 100   | 18    |
| TOTALE                                                                | 14.354 | 100   | 20    |

#### Grottaferrata
| Candidati e Liste                            | Voti   | %     | Seggi |
| -------------------------------------------- | ------ | ----- | ----- |
| Mauro Ghelfi                                 | 4.686  | 45,16 | -     |
| Alleanza Nazionale                           | 1.717  | 18,32 | 6     |
| Alleanza Cittadina                           | 964    | 10,28 | 3     |
| Cristiani Democratici Uniti                  | 792    | 8,45  | 3     |
| Vincenzo Antonelli                           | 4.159  | 40,08 | 1     |
| Partito Democratico della Sinistra           | 1.773  | 18,91 | 3     |
| Lista civica di centro-sinistra              | 1.082  | 11,54 | 2     |
| Partito Popolare Italiano                    | 873    | 9,31  | 1     |
| Lista Civica                                 | 444    | 4,74  | -     |
| Mario Paolucci                               | 891    | 8,59  | 1     |
| Forza Italia                                 | 980    | 10,45 | -     |
| Emanuele Loret                               | 402    | 3,87  | -     |
| Rifondazione Comunista-Federazione dei Verdi | 438    | 4,67  | -     |
| Carlo Gentili                                | 238    | 2,29  | -     |
| Centro Cristiano Democratico                 | 311    | 3,32  | -     |
| Totale alle liste                            | 9.374  | 100   | 18    |
| TOTALE                                       | 10.376 | 100   | 20    |

#### Pomezia
| Candidati e Liste                                         | Voti   | %     | Seggi |
| --------------------------------------------------------- | ------ | ----- | ----- |
| Angelo Capriotti                                          | 7.230  | 26,92 | -     |
| Alleanza Nazionale                                        | 3.867  | 15,10 | 8     |
| Patto Segni                                               | 1.225  | 4,78  | 2     |
| Città Nuova                                               | 771    | 3,01  | 1     |
| Pomezia che Vogliamo                                      | 582    | 2,27  | 1     |
| Lega Italia Federale                                      | 52     | 0,20  | -     |
| Massimo Ciccolini                                         | 9.393  | 34,97 | 1     |
| Centro Cristiano Democratico                              | 2.824  | 11,03 | 2     |
| Forza Italia                                              | 2.111  | 8,24  | 2     |
| Partito Popolare Italiano                                 | 2.101  | 8,20  | 1     |
| Socialisti Uniti (Socialisti Italiani-Partito Socialista) | 1.390  | 5,43  | 1     |
| Cristiani Democratici Uniti                               | 1.340  | 5,23  | 1     |
| Fiorenzo D'Alessandri                                     | 6.706  | 24,94 | 1     |
| Partito Democratico della Sinistra                        | 2.809  | 10,97 | 2     |
| Rinnovamento Italiano                                     | 2.382  | 9,30  | 3     |
| Terza Via                                                 | 1.324  | 5,17  | 1     |
| Corrado Ceglie                                            | 2.663  | 9,92  | 1     |
| Rifondazione Comunista                                    | 863    | 3,37  | 1     |
| Sinistra Democratica                                      | 801    | 3,13  | -     |
| Federazione dei Verdi                                     | 379    | 1,48  | -     |
| Movimento Cattolico Democratico                           | 329    | 1,28  | -     |
| Amedeo Nardi                                              | 866    | 3,22  | -     |
| Movimento Sociale Fiamma Tricolore                        | 459    | 1,79  | -     |
| Totale alle liste                                         | 25.609 | 100   | 27    |
| TOTALE                                                    | 26.858 | 100   | 30    |

#### Velletri
| Candidati e Liste                             | Voti   | %      | Seggi |
| --------------------------------------------- | ------ | ------ | ----- |
| Bruno Cesaroni                                | 16.668 | 55,24  | -     |
| Alleanza Nazionale                            | 5.806  | 20,83  | 8     |
| Forza Italia                                  | 3.648  | 13,09  | 5     |
| Cristiani Democratici Uniti                   | 2.044  | 7,33   | 2     |
| Centro Cristiano Democratico                  | 1.495  | 5,36   | 2     |
| Rinascita Veliterna                           | 1.060  | 3,80   | 1     |
| Marcello Pontecorvi                           | 7.178  | 23,79  | 1     |
| Partito Democratico della Sinistra            | 5.229  | 18,76  | 5     |
| Partito Popolare Italiano-Socialisti Italiani | 927    | 3,33   | 1     |
| Rinnovamento Italiano                         | 829    | 2,97   | -     |
| Luciano Felici                                | 2.012  | 6,67   | 1     |
| Partito Repubblicano Italiano                 | 2.298  | 8,25   | 1     |
| Dante De Angelis                              | 1.961  | 6,50   | 1     |
| Rifondazione Comunista                        | 1.727  | 6,20   | 1     |
| Salvatore Ladaga                              | 1.045  | 3,46   | 1     |
| Partito Socialista                            | 1.406  | 5,05   | -     |
| Nando Mastrostefano                           | 1.000  | 3,31   | 1     |
| Alleanza per Velletri                         | 1.091  | 3,91   | -     |
| Francesco Falabella Fontana                   | 309    | 1,02   | -     |
| Movimento Sociale Fiamma Tricolore            | 309    | 1,11   | -     |
| Totale alle liste                             | 27.869 | 100,00 | 25    |
| TOTALE                                        | 30.173 | 100,00 | 30    |

### Frosinone

#### Anagni
| Candidati e Liste                                         | Voti   | %      | Seggi |
| --------------------------------------------------------- | ------ | ------ | ----- |
| Bruno Cicconi                                             | 5.812  | 41,13  | -     |
| Partito Repubblicano Italiano                             | 2.083  | 15,29  | 5     |
| Partito Democratico della Sinistra                        | 2.042  | 14,99  | 4     |
| Socialisti Uniti (Socialisti Italiani-Partito Socialista) | 802    | 5,89   | 1     |
| Partito Popolare Italiano                                 | 736    | 5,40   | 1     |
| Socialdemocrazia                                          | 565    | 4,15   | 1     |
| Lista Civica                                              | 350    | 2,57   | -     |
| Ettore Quattrocchi                                        | 3.527  | 24,96  | 1     |
| Alleanza Nazionale                                        | 1.303  | 9,57   | 2     |
| Forza Italia                                              | 602    | 4,42   | 1     |
| Cristiani Democratici Uniti                               | 529    | 3,88   | 1     |
| Centro Cristiano Democratico                              | 471    | 3,43   | 1     |
| Lista Civica                                              | 423    | 3,11   | -     |
| Mario Michelangeli                                        | 1.739  | 12,31  | 1     |
| Rifondazione Comunista                                    | 1.458  | 10,70  | 1     |
| Carmine Borrelli                                          | 828    | 5,86   | 1     |
| Lista Civica                                              | 698    | 5,12   | -     |
| Mario Vinciguerra                                         | 783    | 5,54   | -     |
| Lista Civica                                              | 530    | 3,89   | -     |
| Leandro Di Giulio                                         | 753    | 5,33   | -     |
| Lista Civica                                              | 309    | 3.52   | -     |
| Alberto Marocca                                           | 753    | 5,33   | -     |
| Rinnovamento Italiano                                     | 503    | 3,56   | -     |
| Vincenzo Raoli                                            | 186    | 1,32   | -     |
| Movimento Sociale Fiamma Tricolore                        | 155    | 1,14   | -     |
| Totale alle liste                                         | 13,621 | 100,00 | 17    |
| TOTALE                                                    | 14.131 | 100,00 | 20    |

#### Cassino
| Candidati e Liste                  | Voti   | %      | Seggi |
| ---------------------------------- | ------ | ------ | ----- |
| Tullio Di Zazzo                    | 6.180  | 26,49  | -     |
| Alleanza Nazionale                 | 2.025  | 9,03   | 6     |
| Forza Italia                       | 1.939  | 8,65   | 6     |
| Cristiani Democratici Uniti        | 1.382  | 6,17   | 4     |
| Movimento Sociale Fiamma Tricolore | 654    | 2,92   | 2     |
| Benedetto Del Vecchio              | 4.789  | 20,53  | 1     |
| Centro Cristiano Democratico       | 2.926  | 13,05  | 2     |
| Centro                             | 1.986  | 8,86   | 2     |
| Giuseppe Moretti                   | 4.299  | 18,43  | 1     |
| Partito Democratico della Sinistra | 2.576  | 11,49  | 1     |
| Rifondazione Comunista             | 815    | 3,64   | -     |
| Angelo Picano                      | 3.749  | 16,07  | 1     |
| Partito Popolare Italiano          | 3.120  | 13,92  | 2     |
| Rinnovamento Italiano              | 642    | 2,86   | -     |
| Giuseppe Grossi                    | 2.296  | 9,84   | 1     |
| Lista Civica                       | 1.557  | 6,95   | -     |
| Lista Civica                       | 794    | 3,54   | -     |
| Giuseppe Golini Petrarcone         | 1.668  | 7,15   | 1     |
| Lista Civica                       | 1.630  | 7,27   | -     |
| Orlando D'Ermo                     | 346    | 1,48   | -     |
| Federazione dei Verdi              | 367    | 1,64   | -     |
| Totale alle liste                  | 22.413 | 100,00 | 25    |
| TOTALE                             | 23.327 | 100,00 | 30    |

#### Sora
| Candidati e Liste                                         | Voti   | %      | Seggi |
| --------------------------------------------------------- | ------ | ------ | ----- |
| Enzo Di Stefano                                           | 9.961  | 57,05  | -     |
| Alleanza Democratica                                      | 4.265  | 25,65  | 6     |
| Centro Cristiano Democratico                              | 2.435  | 14,64  | 3     |
| Lista Civica                                              | 2.112  | 12,70  | 3     |
| Giancarlo Errico Walter La Posta                          | 4.067  | 23,29  | 1     |
| Partito Popolare Italiano                                 | 1.783  | 10,72  | 2     |
| Partito Democratico della Sinistra                        | 935    | 5,62   | 1     |
| Socialisti Uniti (Socialisti Italiani-Partito Socialista) | 840    | 5,05   | -     |
| Rifondazione Comunista                                    | 581    | 3,49   | -     |
| Antonio Alviani                                           | 3.432  | 19,66  | 1     |
| Forza Italia                                              | 1.339  | 8,05   | 1     |
| Alleanza Nazionale                                        | 1.147  | 6,90   | 1     |
| Cristiani Democratici Uniti                               | 955    | 5,74   | 1     |
| Movimento Sociale Fiamma Tricolore                        | 235    | 1,41   | -     |
| Totale alle liste                                         | 16.627 | 100,00 | 18    |
| TOTALE                                                    | 17.460 | 100,00 | 20    |

### Latina

#### Terracina
| Candidati e Liste                  | Voti   | %      | Seggi |
| ---------------------------------- | ------ | ------ | ----- |
| Vincenzo Silvino Recchia           | 14.727 | 53,63  | -     |
| Partito Democratico della Sinistra | 6.476  | 24,82  | 8     |
| Lista civica di centro-sinistra    | 3.788  | 14,52  | 5     |
| Partito Popolare Italiano          | 2.120  | 8,12   | 2     |
| Filippo Mele                       | 7.752  | 28,23  | 1     |
| Alleanza Nazionale                 | 3.635  | 13,93  | 5     |
| Forza Italia                       | 2.875  | 11,02  | 4     |
| Cristiani Democratici Uniti        | 1.368  | 5,24   | 1     |
| Lista civica di centro-destra      | 687    | 2,63   | -     |
| Giuliano Masci                     | 2.612  | 9,51   | 1     |
| Centro Cristiano Democratico       | 2.634  | 10,09  | 2     |
| Patrizio Avelli                    | 893    | 3,25   | 1     |
| Lega Italia Federale               | 1.035  | 3,97   | -     |
| Giovanni Battista Coccia           | 582    | 2,12   | -     |
| Lista Civica                       | 587    | 2,25   | -     |
| Antonio Alla                       | 473    | 1,72   | -     |
| Rifondazione Comunista             | 556    | 2,13   | -     |
| Vincenzo Mosa                      | 421    | 1,53   | -     |
| Movimento Sociale Fiamma Tricolore | 333    | 1,28   | -     |
| Totale alle liste                  | 26.094 | 100,00 | 27    |
| TOTALE                             | 27.460 | 100,00 | 30    |

## Elezioni del novembre 1997

### Roma

#### Roma
| Candidati e Liste                           | Voti      | %      | Seggi |
| ------------------------------------------- | --------- | ------ | ----- |
| Francesco Rutelli                           | 983.902   | 60,42  | -     |
| Partito Democratico della Sinistra          | 281.832   | 21,98  | 15    |
| Partito della Rifondazione Comunista        | 112.628   | 8,78   | 6     |
| Roma per Rutelli                            | 89.790    | 7,00   | 5     |
| Federazione dei Verdi                       | 83.321    | 6,50   | 4     |
| Partito Popolare Italiano                   | 71.123    | 5,55   | 3     |
| Rinnovamento Italiano                       | 29.387    | 2,29   | 1     |
| Lista Pannella                              | 20.878    | 1,63   | 1     |
| Socialisti Democratici                      | 20.878    | 1,63   | 1     |
| Unione Democratica                          | 17.922    | 1,40   | -     |
| Partito Repubblicano Italiano               | 7.946     | 0,62   | -     |
| Pierluigi Borghini                          | 585.367   | 35,94  | 1     |
| Alleanza Nazionale                          | 308.745   | 24,08  | 14    |
| Forza Italia-Cristiani Democratici Uniti    | 129.391   | 10,09  | 6     |
| Centro Cristiano Democratico-Patto per Roma | 47.681    | 3,72   | 2     |
| Verdi Federalisti                           | 5.846     | 0,46   | -     |
| Italia Unita                                | 3.528     | 0,28   | -     |
| Pino Rauti                                  | 26.389    | 1,62   | 1     |
| Movimento Sociale Fiamma Tricolore          | 23.380    | 1,82   | -     |
| Tiziana Parenti                             | 12.586    | 0,77   | -     |
| Socialisti Liberali                         | 10.218    | 0,80   | -     |
| Raffaele D'Ambrosio                         | 7.988     | 0,49   | -     |
| Humanitas                                   | 9.101     | 0,71   | -     |
| Sforza Ruspoli                              | 5.965     | 0,37   | -     |
| Lista Civica Alternativa                    | 4.246     | 0,33   | -     |
| Marina Larena                               | 4.091     | 0,25   | -     |
| Partito Umanista                            | 2.687     | 0,21   | -     |
| Giancarlo Cito                              | 2.233     | 0,14   | -     |
| Lega d'Azione Meridionale                   | 1.751     | 0,14   | -     |
| Totale alle liste                           | 1.282.260 | 100,00 | 58    |
| TOTALE                                      | 1.628.521 | 100,00 | 60    |

#### Ardea
| Candidati e Liste                    | Voti   | %      | Seggi |
| ------------------------------------ | ------ | ------ | ----- |
| Martino Farneti                      | 8.198  | 52,80  | -     |
| Alleanza Nazionale                   | 2.801  | 19,19  | 4     |
| Forza Italia                         | 2.339  | 16,03  | 4     |
| Cristiani Democratici Uniti          | 1.063  | 7,28   | 2     |
| Centro Cristiano Democratico         | 891    | 6,11   | 1     |
| Patto Segni                          | 566    | 3,88   | 1     |
| Verdi Federalisti                    | 357    | 2,45   | -     |
| Mauro Giordani                       | 4.654  | 29,97  | 1     |
| Partito Democratico della Sinistra   | 2.006  | 13,75  | 2     |
| Insieme per Ardea                    | 1.110  | 7,61   | 1     |
| Rinnovamento Italiano                | 726    | 4,97   | 1     |
| Lista Civica                         | 489    | 3,35   | -     |
| Francesco Paolo Lo Reto              | 2.675  | 17,23  | 1     |
| Partito Popolare Italiano            | 978    | 6,70   | 1     |
| Partito della Rifondazione Comunista | 763    | 5,23   | 1     |
| Lista Civica                         | 505    | 3,46   | -     |
| Totale alle liste                    | 14.594 | 100,00 | 18    |
| TOTALE                               | 15.527 | 100,00 | 20    |

#### Ariccia
| Candidati e Liste                                     | Voti   | %      | Seggi |
| ----------------------------------------------------- | ------ | ------ | ----- |
| Emilio Cianfanelli                                    | 5.837  | 50,55  | -     |
| Alleanza per Ariccia                                  | 2.568  | 23,89  | 5     |
| Partito della Rifondazione Comunista                  | 1.321  | 12,29  | 3     |
| Lista Civica                                          | 1.241  | 11,54  | 2     |
| Paolo Ermini                                          | 4.186  | 36,25  | 1     |
| Partito Democratico della Sinistra                    | 1.704  | 15,85  | 3     |
| Partito Socialista                                    | 1.240  | 11,53  | 2     |
| Partito Popolare Italiano                             | 896    | 8,33   | 2     |
| Partito Repubblicano Italiano                         | 244    | 2,27   | -     |
| Federazione dei Verdi                                 | 168    | 1,56   | -     |
| Marco Silvestroni                                     | 1.524  | 13,20  | 1     |
| Alleanza Nazionale                                    | 808    | 7,52   | 1     |
| Forza Italia-Centro Cristiano Democratico-Patto Segni | 561    | 5,22   | -     |
| Totale alle liste                                     | 10.751 | 100,00 | 18    |
| TOTALE                                                | 11.547 | 100,00 | 20    |

#### Ladispoli
| Candidati e Liste                    | Voti   | %      | Seggi |
| ------------------------------------ | ------ | ------ | ----- |
| Gino Ciogli                          | 5.425  | 35,84  | -     |
| Partito Democratico della Sinistra   | 3.124  | 22,83  | 6     |
| Partito della Rifondazione Comunista | 477    | 3,49   | 1     |
| Lista Civica                         | 454    | 3,32   | 1     |
| Federazione dei Verdi                | 399    | 2,92   | -     |
| Socialisti Democratici               | 285    | 2,08   | -     |
| Maurizio Perilli                     | 6.356  | 41,99  | 1     |
| Alleanza Nazionale                   | 2.629  | 19,21  | 4     |
| Forza Italia-Patto Segni             | 1.350  | 9,87   | 2     |
| Centro Cristiano Democratico         | 1.109  | 8,10   | 1     |
| Cristiani Democratici Uniti          | 484    | 3,54   | -     |
| Lista Civica                         | 224    | 1,64   | -     |
| Partito Repubblicano Italiano        | 84     | 0,61   | -     |
| Augusto Fioravanti                   | 1.131  | 7,47   | 1     |
| Il Castello                          | 1.013  | 7,40   | 1     |
| Santino Esigibili                    | 645    | 4,26   | -     |
| Giovani Cristiani                    | 429    | 3,14   | -     |
| Democrazia Cattolica Popolare        | 107    | 0,78   | -     |
| Siro Bargiacchi                      | 590    | 3,90   | 1     |
| Partito Popolare Italiano            | 550    | 4,02   | -     |
| Marco Milani                         | 525    | 3,47   | -     |
| Movimento Sociale Fiamma Tricolore   | 463    | 3,38   | -     |
| Nicolò Accardo                       | 525    | 3,47   | 1     |
| Rinnovamento Italiano                | 502    | 3,67   | -     |
| Totale alle liste                    | 13.683 | 100,00 | 16    |
| TOTALE                               | 15.136 | 100,00 | 20    |

#### Mentana
| Candidati e Liste                                         | Voti   | %      | Seggi |
| --------------------------------------------------------- | ------ | ------ | ----- |
| Luigi Cignoni                                             | 12.836 | 63,17  | -     |
| Partito Democratico della Sinistra                        | 5.241  | 27,52  | 9     |
| Partito Popolare Italiano                                 | 1.632  | 8,57   | 3     |
| Rinnovamento Italiano                                     | 1.627  | 8,54   | 3     |
| Lista Civica                                              | 1.118  | 5,87   | 2     |
| Partito della Rifondazione Comunista                      | 948    | 4,98   | 1     |
| Socialisti Uniti (Socialisti Italiani-Partito Socialista) | 838    | 4,40   | 1     |
| Federazione dei Verdi-Altri                               | 309    | 1,62   | -     |
| Lucio Giacomoni                                           | 6.844  | 33,68  | 1     |
| Alleanza Nazionale                                        | 2.827  | 14,84  | 5     |
| Forza Italia                                              | 1.874  | 9,84   | 3     |
| Centro Cristiano Democratico-Cristiani Democratici Uniti  | 1.550  | 8,14   | 2     |
| Patto Segni                                               | 534    | 2,80   | -     |
| Pasquale De Iuliis                                        | 639    | 3,14   | -     |
| Lealtà Liberista per le Uguaglianze                       | 547    | 2,87   | -     |
| Totale alle liste                                         | 19.045 | 100,00 | 29    |
| TOTALE                                                    | 20.319 | 100,00 | 30    |

### Latina

#### Latina
| Candidati e Liste                                    | Voti   | %      | Seggi |
| ---------------------------------------------------- | ------ | ------ | ----- |
| Ajmone Finestra                                      | 44.848 | 62,78  | -     |
| Alleanza Nazionale                                   | 18.213 | 28,15  | 12    |
| Forza Italia                                         | 12.837 | 19,84  | 8     |
| Cristiani Democratici Uniti                          | 6.083  | 9,40   | 4     |
| Centro Cristiano Democratico                         | 2.890  | 4,47   | 2     |
| Patto Segni                                          | 971    | 1,50   | -     |
| Antonio Costanzo                                     | 19.605 | 27,45  | 1     |
| Partito Democratico della Sinistra                   | 7.925  | 12,25  | 5     |
| Partito Popolare Italiano-Partito Socialista-La Rete | 5.298  | 8,19   | 3     |
| Alleanza Progressista                                | 2.702  | 4,18   | 1     |
| Partito della Rifondazione Comunista                 | 1.369  | 2,12   | 1     |
| Marco Marcucci                                       | 2.251  | 3,15   | 1     |
| Movimento Sociale Fiamma Tricolore                   | 2.186  | 3,38   | -     |
| Gennaro Antonelli                                    | 2.008  | 2,81   | 1     |
| Progetto Latina                                      | 1.558  | 2,41   | -     |
| Lino Ferrarese                                       | 1.828  | 2,56   | 1     |
| Latina Insieme                                       | 1.811  | 2,80   | -     |
| Emanuele Handel                                      | 892    | 1,25   | -     |
| Rinnovamento Italiano                                | 868    | 1,34   | -     |
| Totale alle liste                                    | 64.711 | 100,00 | 36    |
| TOTALE                                               | 71.432 | 100,00 | 40    |

#### Formia
| Candidati e Liste                    | Voti   | %      | Seggi |
| ------------------------------------ | ------ | ------ | ----- |
| Sandro Bartolomeo                    | 11.274 | 47,01  | -     |
| Formia con Bartolomeo                | 6.783  | 29,20  | 12    |
| Partito Popolare Italiano            | 2.149  | 9,25   | 4     |
| Partito della Rifondazione Comunista | 1.084  | 4,67   | 2     |
| Aldo Zangrillo                       | 10.419 | 43,44  | 1     |
| Centro Cristiano Democratico         | 3.945  | 16,98  | 4     |
| Forza Italia                         | 2.981  | 12,83  | 3     |
| Alleanza Nazionale                   | 2.517  | 10,83  | 2     |
| Cristiani Democratici Uniti          | 1.878  | 8,08   | 1     |
| Domenico Paone                       | 1.997  | 8,33   | 1     |
| Centro                               | 1.670  | 7,19   | -     |
| Adalgiso Ferrucci                    | 294    | 1,23   | -     |
| Movimento Sociale Fiamma Tricolore   | 225    | 0,97   | -     |
| Totale alle liste                    | 23.232 | 100,00 | 28    |
| TOTALE                               | 23.984 | 100,00 | 30    |